# Karl-Christian Trentzsch
Karl-Christian Trentzsch (* 1919; † 31. Oktober 1970 in Bonn, Pseudonyme waren unter anderem Christian Herms, Michael Bergen und Werner C. Christiansen) war ein deutscher Brigadegeneral der Bundeswehr.

## Leben
Trentzsch wuchs in Auerbach auf und besuchte dort die Oberschule. 1930 trat er dem nationalkonservativen Deutschen Pfadfinderbund, 1932 der Deutschen Jungenschaft (dj. 1.11) bei. Aufgrund seiner Aktivitäten für die dj. 1.11 musste er 1935, laut eigenen Angaben, die Oberschule mit der mittleren Reife verlassen. Nachdem er von der Schule abging, absolvierte Trentzsch eine Lehre als Bankkaufmann. Er wurde Mitglied der Hitlerjugend und 1937 Mitglied der NSDAP. Am 10. November 1938 trat er als Freiwilliger in das Infanterieregiment 31 in Plauen ein. Trentzsch wurde kurz vor Kriegsbeginn zum aktiven Wehrdienst einberufen und durfte 1940 die Reifeprüfung nachholen, um eine Offizierslaufbahn einzuschlagen. 1942 wurde er zum Leutnant, 1943 zum Oberleutnant und schließlich zum Hauptmann befördert. Trentzsch gehörte der 389. Infanterie-Division an, in der er zunächst als Kompaniechef und später als Bataillonsführer Dienst tat. Für seinen Einsatz in den Abwehrkämpfen von 1944 und 1945 wurde er mit dem Eisernen Kreuz Erster Klasse, dem Verwundetenabzeichen in Gold, der Nahkampfspange in Bronze und im April 1945 mit dem Deutschen Kreuz in Gold ausgezeichnet. Verwundet wurde er bei einem Einsatz seiner Division in Lettland.
Nach dem Krieg wurde Trentzschs Entnazifizierungsverfahren aufgrund des Amnestiegesetzes für Mitläufer und Minderbelastete vom 6. August 1946 eingestellt. 1946 heiratete er seine erste Frau, Margarethe Sofie Herms, mit der er einen Sohn hatte. Vom Sommersemester 1946 bis zum Wintersemester 1949/50 studierte er an der Universität Heidelberg Soziologie und Geschichte mit dem Schwerpunkt Russische Kultur- und Sozialgeschichte. Trentzsch wurde dort 1950 von Hans von Eckardt mit seiner Arbeit Die Prinzipien des modernen Terrorsystems zum Dr. phil. promoviert.
Nach seiner Promotion erfolgte ein Umzug von Heidelberg nach Bremen, wo er als Geschäftsführer für das Bekleidungsunternehmen seines Schwiegervaters arbeitete. Nach dem frühen Tod seiner Frau engagierte sich Trentzsch in Bremen ab 1952 im Verband deutscher Soldaten (VdS) und der Gesellschaft für Wehrkunde.
Am 1. Dezember 1955 trat er im Dienstgrad eines Majors als Soldat auf Zeit bei der Bundeswehr ein. Am 29. Juni 1956 wurde er Berufssoldat und arbeitete bis 1958 als Hilfsreferent unter General Werner Drews. Am 1. April 1958 übernahm Trentzsch die Referatsleitung für Psychologische Kriegsführung (PSK) im Bundesministerium für Verteidigung. Am 25. Mai 1959 erfolgte seine Beförderung zum Oberstleutnant. Ab dem 31. Oktober 1961 war Trentzsch Oberst und Leiter der Unterabteilung Fü B VII beziehungsweise S VII «Ausbildung, psychologische Kampfführung und Wehraufklärung» und trat mit verschiedenen Pseudonymen auf.
Vom 1. Oktober 1966 bis zum 31. März 1969 wurde Trentzsch Kommandeur der Panzergrenadierbrigade 35 in Hammelburg. Ab April 1969 war er als Kommandeur der Abteilung Bundeswehr und Stellvertretender Kommandeur Schule an der Führungsakademie der Bundeswehr in Hamburg eingesetzt. Am 30. Juli 1969 wurde er zum Brigadegeneral befördert. Im Sommer 1969 erkrankte Trentzsch schwer und verstarb im Oktober 1970 in Bonn.